# Émilion de Combes
Pour les articles homonymes, voir Saint-Émilion (homonymie).
Saint Émilion ou Émilian (Emilianus) (décédé en 767) est intendant du comte de Vannes, moine et ermite breton. Il est fêté le 16 novembre et est le saint Patron des marchands et négociants en vin.

## Hagiographie
Son hagiographie repose en grande partie sur sa vita (dont la première version connue date du XIIe siècle) qui relate les prodiges du saint, afin d'attirer sur une voie secondaire les pèlerins en route vers Compostelle, sources de revenus, vers le bourg de Saint-Émilion.
Né à Vannes, capitale du Broërec en Bretagne, il est intendant d'un comte de Vannes dont le nom est inconnu. Selon une légende, il donne du pain aux pauvres du pays de Vannes en cachette de son maître. Le comte voulant le prendre sur le fait, l'arrête alors qu'il transporte sous son manteau du pain. Il lui demande d'ouvrir son manteau, mais Émilion fait un miracle en transformant les pains en morceaux de bois.
Il devient moine à Saujon, près de Royan, dans le monastère fondé par saint Martin de Saujon. Contraint à la fuite en raison de l'afflux de pèlerins à la suite de ses miracles, il s’établit dans une retraite solitaire à Combes, près de ce qui est devenu Saint-Émilion, et meurt en 767.

## Postérité

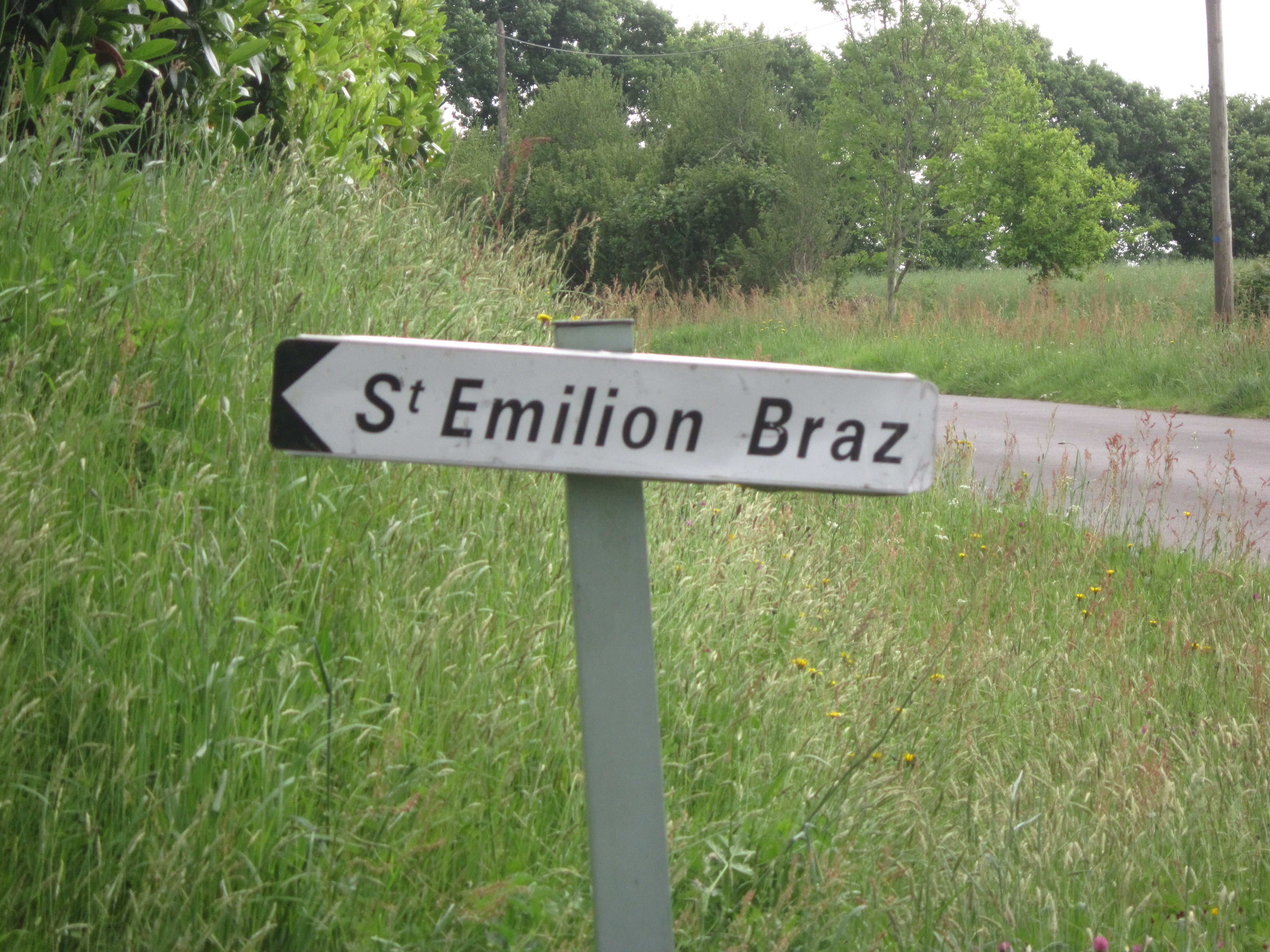
Motreff : panneau indicateur du hameau de Saint-Émilion.

Un monastère est édifié après sa mort ainsi qu'une église monolithe, aux XIe – XIIe siècles, creusée dans la falaise, qui devient l'église paroissiale, jusqu'à la Révolution.
Une station de métro à Paris porte son nom (Cour Saint-Émilion) sur la Ligne 14, dans l'ancien quartier riverain de la Seine de Bercy, où étaient entreposés les vins dans des chais, avant le passage d'octroi du mur des fermiers généraux.
Saint Émilion est le saint patron de la paroisse de Loguivy-Plougras (Côtes-d'Armor). Un hameau de la commune de Motreff (Finistère) se nomme Saint-Émilion.
Saint Émilion a sa statue à la Vallée des Saints de Carnoët en centre-Bretagne.